# Hauptsturmführer

Însemnele de grad SS-Hauptsturmführer

Hauptsturmführer a fost un grad în SS.
- Echivalent în Wehrmacht: Hauptmann;
- Echivalent în armata română: căpitan.

Unii dintre cei mai infami membri ai SS au avut gradul de Hauptsturmführer. Printre aceștia se numără Josef Mengele, medicul infam de la Auschwitz, Klaus Barbie, șeful Gestapo-ului din Lyon, Alois Brunner, asistentul lui Adolf Eichmann, precum și Amon Göth, care a fost condamnat la moarte și spânzurat pentru comiterea de crime în masă în timpul lichidării ghetourilor de la Tarnow și Cracovia, în lagărele de concentrare naziste de la Szebnie și de la Płaszów, portretizat în filmul Lista lui Schindler.